# Pince à linge

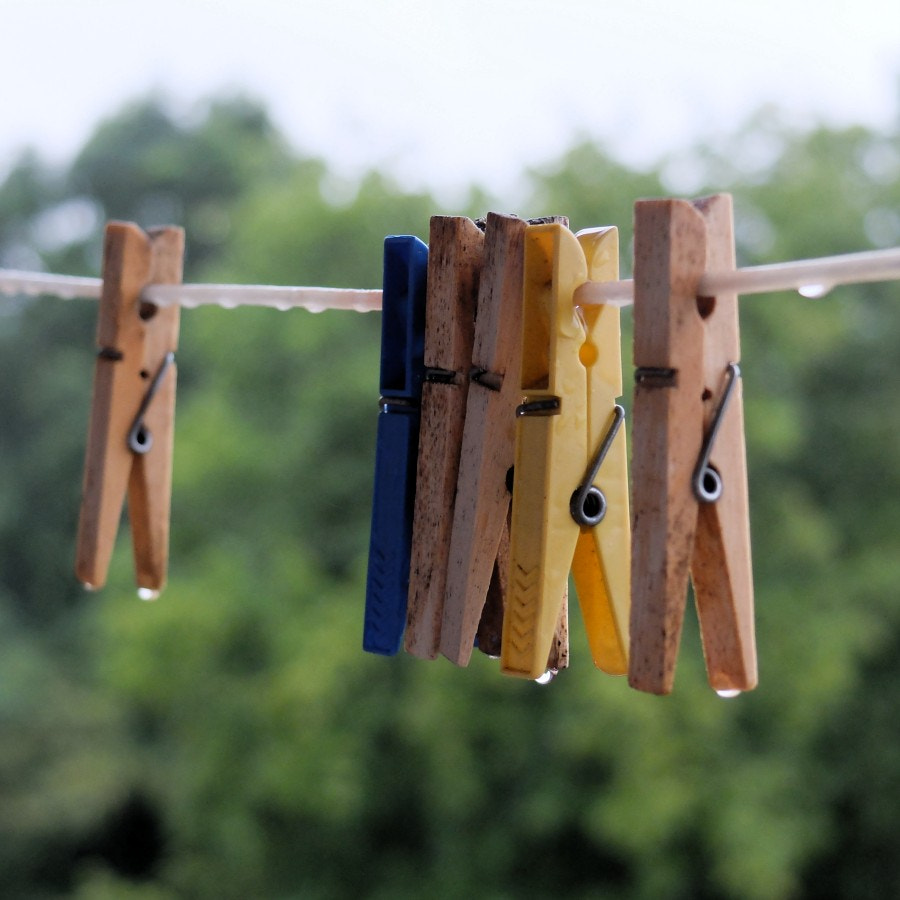
Pinces à linge sur une corde à linge.

Une pince ou épingle à linge est un objet destiné à maintenir des vêtements mis à sécher sur une corde à linge ou un étendoir. Elle est composée de deux parties mobiles maintenues par un ressort.
Il en existe de nombreux aspects et de nombreuses compositions. Elles sont généralement en bois ou en plastique. La plupart d'entre elles possèdent un ressort  en métal et hélicoïdal permettant la mobilité des deux parties.

## Utilisation
Celles en bois sont largement utilisées en loisirs créatifs pour confectionner des objets et en bricolage pour maintenir deux objets plats à coller par exemple.
Il en existe de grandes, généralement utilisées pour regrouper des papiers. Il en existe également des miniatures, utilisées autrefois à la manière des post-it.

## Références culturelles

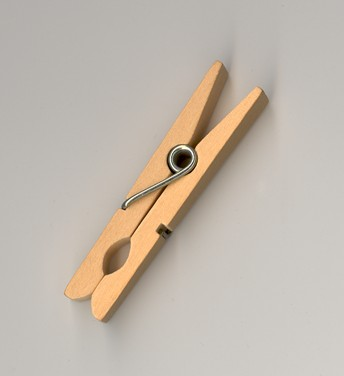
Pince à linge en bois
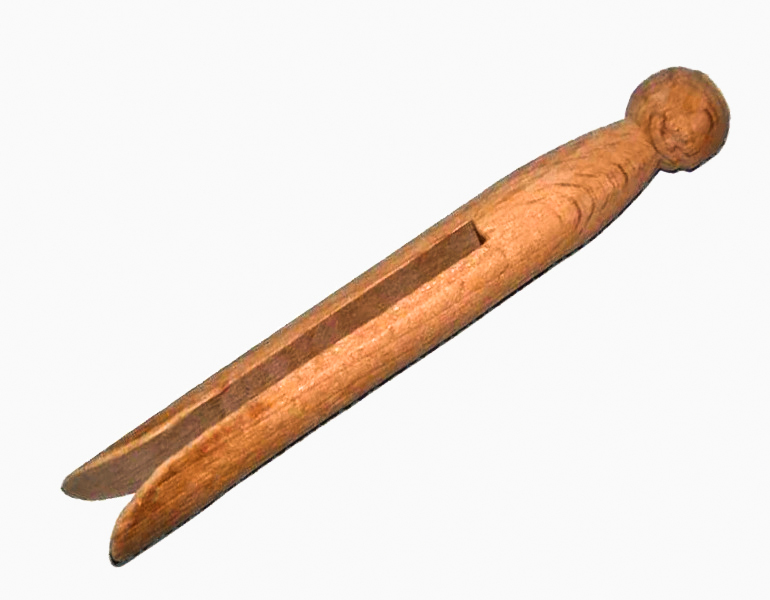
Pince à linge en bois d'un seul tenant
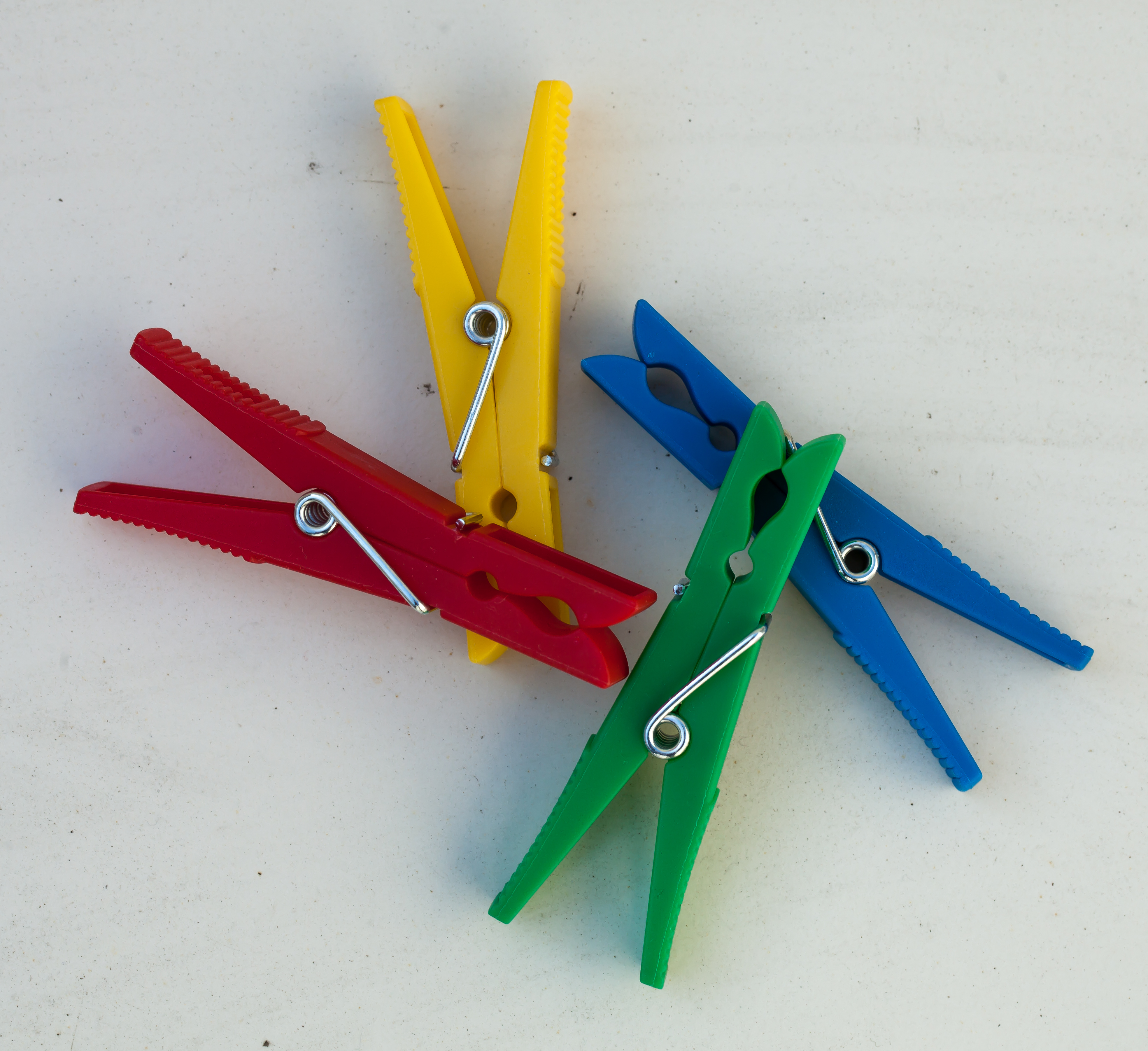
Pinces à linge en plastique